# Cirhuelo (Piura)
Cirhuelo es una localidad peruana ubicada en el distrito de Ayabaca, perteneciente a la provincia homónima del departamento de Piura, al norte del Perú. 

## Ubicación
Cirhuelo se ubica al sur de la provincia de Ayabaca, en el distrito de Ayabaca, en el departamento de Piura.

## Demografía
En 2017 Cirhuelo tenía una población de 36 habitantes.